# Edson Olegário
Edson Olegário, conhecido como Edinho (9 de outubro de 1962 - 9 de outubro de 2019) foi um político brasileiro, ex-prefeito da cidade de Camboriú, estado de Santa Catarina. Edinho foi eleito em 2004 pelo PSDB, substituindo Wilson Plautz (conhecido como "Rolinha"). Atingiu o primeiro lugar nas eleições do ano de 2004, derrotando Andrônico Pereira Filho (Androninho) do PMDB, Neto Santana do PP e  Professor Isaias do PT, falecido no dia 10 de outubro de 2019 de causas a dlserem apuradas.

## Biografia
Edson Olegário nasceu em 9 de outubro de 1962, no bairro do Cedro (antigo Lídia Duarte) em Camboriú, filho de Nélio Olegário e Anacleta Matheus Olegário, o terceiro de sete filhos. Edinho, como é chamado popularmente, teve uma infância de trabalho, juntamente com seus irmãos na fábrica de balas de banana do pai, já com seus 12 anos saiu da casa dos pais para ter seu próprio negócio, trabalhou em uma lavação de carros e mais tarde montou sua própria lavação de carros, onde muitos passaram a conhece-lo como Edinho.
Já com 20 anos começou a construir casas para vender e logo prédios em toda a região como Balneário Camboriú, Bombinhas e Camboriú. Em 2003 decidiu colocar seu nome a disposição para ser prefeito, um homem com a quarta série primária, foi motivo de deboches de muitas pessoas, mas obteve um número expressivo de seguidores que adotaram o seu partido com o objetivo de “Despertar Camboriú”.
Se tornou o Prefeito Edinho em 2004, vencendo as eleições em que derrotou Andrônico Pereira Filho do PMDB, Neto Santana do PP e Professor Isaias do PT
Em 2010 teve prisão preventiva decretada por suspeita em uma série de atentados contra vereadores de oposição do município durante o período de 2005 a 2008 e por suspeita em ser o principal responsável pelo assassinato de Eneri Antonio de Souza. Porém o verdadeiro alvo do atirador era o irmão de Eneri, Ângelo de Souza, vereador do Partido do Movimento Democrático Brasileiro (PMDB) e encarregado da CPI que investigava superfaturamento em obras no Município de Camboriú, durante a gestão de Edinho.

## Morte
Edson Olegário faleceu na madrugada de 9 de outubro de 2019 após colidir seu carro em um poste na zona rural de Camboriú, ele era casado e tinha 3 filhos.

## Eleições 2008
Em 2008 Edinho tenta reeleição a prefeitura da cidade, pelo PSDB tendo Luzia Coppi Mathias como vice. Poucos dias antes da eleição haveria rumores de que não poderia concorrer, devido a falta do documento de votação do plebiscito do desarmamento. Por não ter comparecido e não justificado dentro do prazo, foi impugnada a sua candidatura, além de receber uma multa de 500 reais.
Assim Luzia Coppi Mahias, a então candidata a vice na chapa de Edinho, é lançada a titular da campanha, tendo como vice o então secretário de saúde Milton Antônio. Com o resultado das eleições Luzia se torna a primeira mulher a governar o município de Camboriú.

## Eleições de 2012
Nas eleições municipais de 2012 lançou-se candidato mais uma vez a prefeitura de Camboriú filiado ao PDT tendo como vice,Cristiano.
Concorreu com Luzia Coppi Mathias e perdeu por uma diferença superior a 8 mil votos.

## Eleições de 2014
Em 2014, mais uma vez, tentou retomar sua carreira política, se candidatando ao cargo deputado estadual por Santa Catrina, mas não foi eleito ao não alcançar a porcentagem de votos necessária.